# St. Martin (Aystetten)

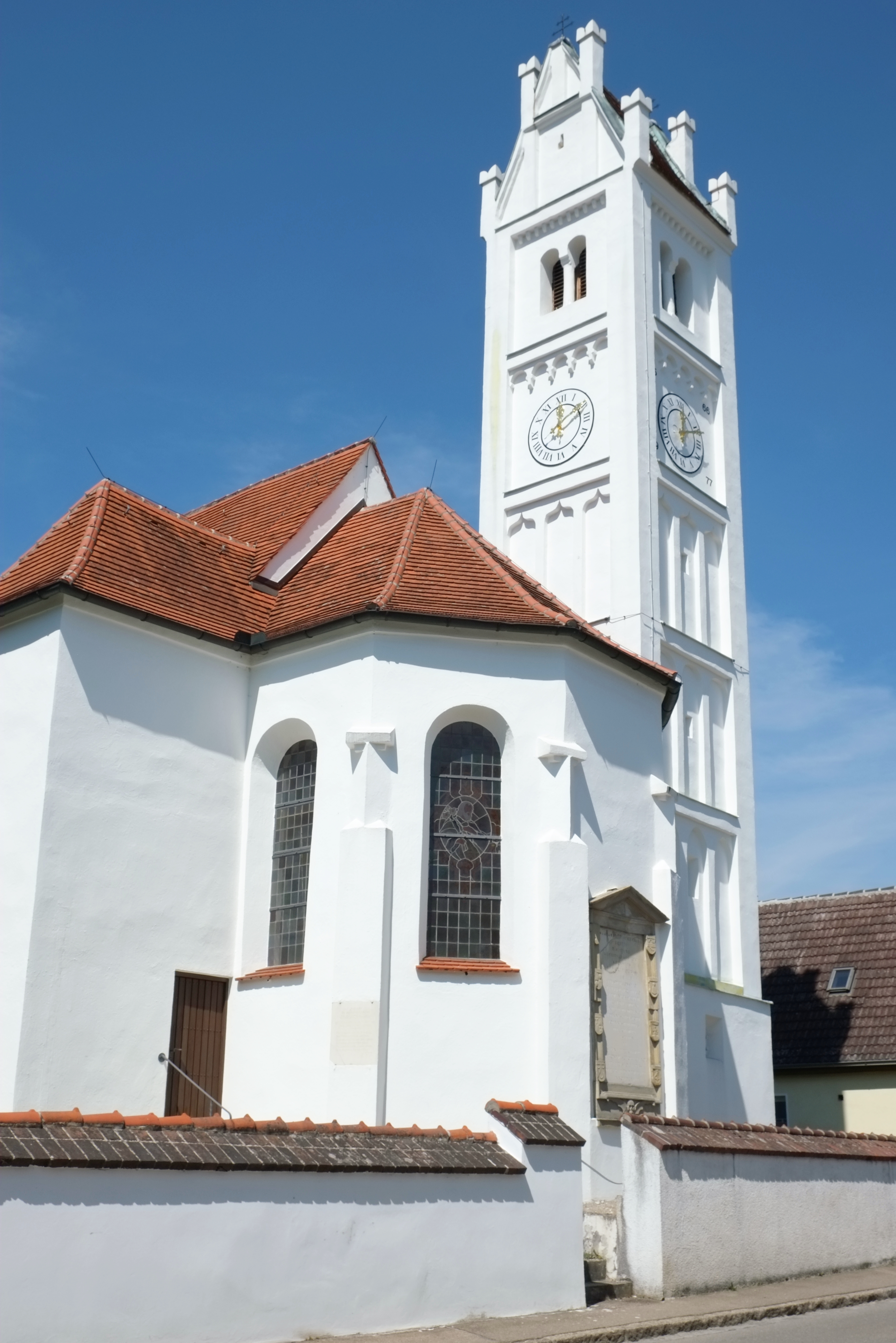
St. Martin in Aystetten

Die römisch-katholische Kirche St. Martin steht in der Hauptstraße 29 von Aystetten, einer Gemeinde im schwäbischen Landkreis Augsburg in Bayern. Das Bauwerk ist in der Liste der Baudenkmäler in Aystetten als Baudenkmal unter der Nr. D-7-72-117-1 eingetragen. Sie wurde von der 1964/66 gebaute Kirche am Martinsplatz als Pfarrkirche abgelöst.

## Beschreibung
Die Saalkirche wurde im Kern im späten 15. Jahrhundert erbaut. Sie besteht aus einem Langhaus, das um 1730 nach Westen verlängert und erhöht wurde, einem eingezogenen, dreiseitig geschlossenen, von Strebepfeilern gestützten Chor im Osten, einem Chorflankenturm an dessen Nordwand und der Sakristei an der Süd-Ost-Ecke des Langhauses. Das oberste Geschoss des Chorflankenturms beherbergt hinter den als Biforien gestalteten Klangarkaden den Glockenstuhl, die ursprünglich in ihm hängende Kirchenglocke wurde an die neue Pfarrkirche abgegeben. Im Geschoss darunter sind die Zifferblätter der Turmuhr angebracht. Bedeckt wurde der Chorflankenturm quer mit einem Satteldach zwischen den Giebeln, die mit Fialen verziert sind. Im Innenraum des Chors befinden sich Fresken und Medaillons. Zur Kirchenausstattung gehört ein 1911 gebauter neobarocke Hochaltar, dessen Altarretabel ein Gemälde von Gebhard Fugel enthält.